# Théâtre Golovine
Le Théâtre Golovine a été fondé à Avignon en 1975 par un couple de danseurs étoiles, Catherine Golovine et Georges Golovine. Il est situé dans l'ancienne demeure du chanoine Sylvain, au cœur du quartier Sainte-Catherine, derrière le Palais des papes.
Consacré à la danse, il fait partie des théâtres permanents de la ville et propose une programmation « Off Danse » axée sur l'art chorégraphique lors du Festival Off d'Avignon, dont il est une figure historique.

Depuis 2005, il est dirigé par le danseur et chorégraphe Yourik Golovine.

## Off Danse
Le festival "Off Danse" a été initié en 2005 et s'inscrit dans le cadre du Festival d'Avignon. La programmation comporte tout type de danse.

## 2016
L'édition 2016 a accueilli les artistes : Max Diakok, Bintou Dembélé (danseuse), Emmanuel Grivet, Julie Dossavi, Julien Gros, Rafael Smadja, Jann Gallois, Nabil Hemaïzia, Nono Battesti (Prix du public Avignon Off 2016).

## 2017
L'édition 2017 a accueilli les artistes : Abdou N'Gom, Rafael Smadja,, Yan Raballand,, Olé Khamchanla, la Compagnie Pyramid, Edouard Hue, Laura Arend et Jeff Bizieau.

## 2018
L'édition 2018 a accueilli les artistes : Émilie Lalande, Hamid Ben Mahi, Nono Battesti, Abdennour Belalit, la Compagnie Tie Break, Laura Arend, Sophie Carlin et Mickaël Six.

## 2019
L'édition 2019 a accueilli les artistes : Collectif Arpis , Edouard Hue /  Beaver Dam company, Christophe Garcia (Prix du festival OFF 2019), Link Berthomieux, compagnie Apart, Odile Gheysens, la photographe Alexandra de Laminne.

## 2020
L'édition 2020 a accueilli l'artiste  :  Jill Crovisier.

## 2021
L'édition 2020 a accueilli les artistes  :  Compagnie La locomotive, compagnie le scribe.

## 2022
L'édition 2020 a accueilli les artistes  :  Régis Truchy, Laura Arend, Denis Plassard, Compagnie carna, compagnie sixiemetage, compagnie essevesse, la photographe Mirabelwhite.

## 2023
L'édition 2023 a accueilli les artistes  :  compagnie 6emedimension, compagnie Kham, Théâtre de la feuille, compagnie MF, compagnie deraidenz, compagnie Evolves, la photographe Mirabelwhite.  